# 市振站
市振站（日语：／ Ichiburi eki */?）是位於日本新潟縣糸魚川市的鐵路車站。現時由越後心動鐵道（朱鷺鐵）及愛之風富山鐵道共同使用，管理權則歸朱鷺鐵，為無人站，同時也是朱鷺鐵管轄下位處最西邊的車站。
原為JR西日本北陸本線車站，2015年3月14日起因北陸新幹線開業而將平行在來線段交由第三部門鐵路經營，因地理位置處於新潟縣境內，因而撥歸朱鷺鐵。名義上是朱鷺鐵和愛之風富山鐵道的會社分界站，但運作模式上，跟青森鐵道的目時站相同，2021年前並沒有任何區間車以此為總站，兩社列車可直通至對方區域，又因現時的列車設定，絕大部份班次均以位於9.4公里外，位處富山縣的泊站為止，當中只涉及兩個車站，為節省不必要的人手交換，亦容許朱鷺鐵的駕駛員可以直接駛入愛之風富山鐵道線路段至泊站為止。
2021年7月起，朱鷺鐵開設了觀光急行列車，以本站為總站，成為了更換經營者後首度有列車以本站為起訖。

## 車站結構

### 站房

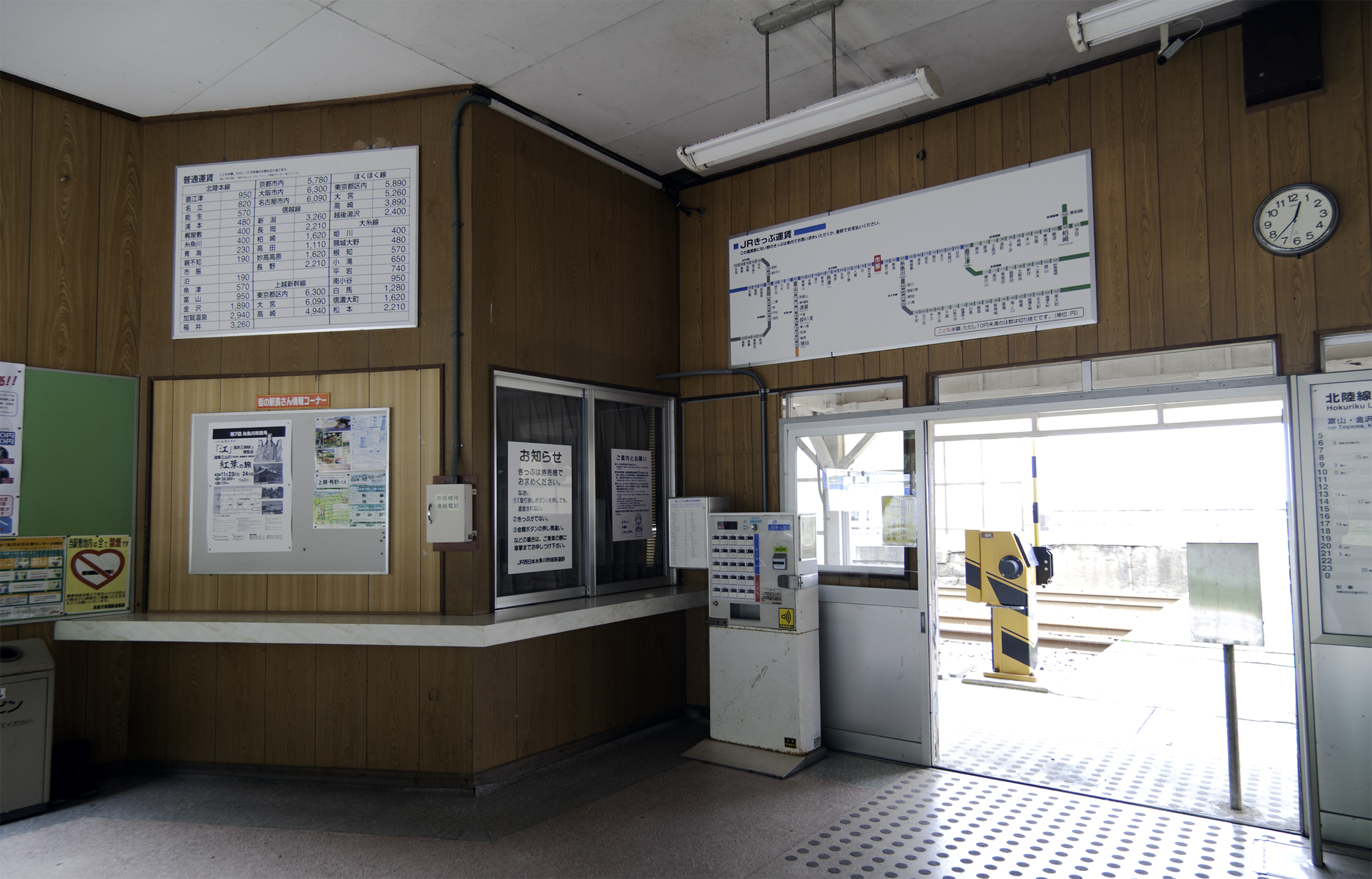
已停用的票務櫃位及於2014年初搬走的簡易式售票機（2011年）。

設有木製單層站舍1座，自車站開業起一直使用至今，在車站正門外掛有一幅手製站牌，並標示「開業大正元年10月15日 市振駅」的字樣，2010年代則換上另一塊相同款式但只刻上站名的木牌。站舍左側為已停用多時的售票窗口及站務室；右側為開放式候車大堂，在靠近售票窗口及閘口中間，曾設有簡易式售票機，但亦已於2014年1月31日被撤走。而位於正門門框頂部，則掛有一張由舊市振村所製作的觀光地圖，並顯示沿岸的幾個自然景觀，包括著名的親不知懸崖。
閘口為開放式，通過後，先是一條橫向伸展的走廊，並以屋簷和木板營造出一個室內的空間，左側可通往獨立於站舍旁的洗手間，直行穿過走廊後，可沿橫越上行路軌旳平交道及從月台上開鑿的數級梯級上至月台。
2023年2月，站房及位於線路內的「煉瓦油燈小屋」，與親不知站站房，同獲日本政府授予「建築物登錄有形文化財」。

### 月台配置
與鄰站越中宮崎站相近，都是設有1座非常長的島式月台，有效長度有9輛，其中靠近月台出入口方向的6輛長度經過加高整理；最接近出入口的1輛及向越中宮崎站的2輛長度則沒有，同時亦只有向親不知站方向不足2輛長度備有月台上蓋。
| 月台   | 路線              | 目的地             | 備註                     |
| ------ | ----------------- | ------------------ | ------------------------ |
| 站舍側 | ■愛之風富山鐵道線 | 泊、富山方向       | 觀光急行列車在本月台折返 |
| 對側   | ■日本海翡翠線     | 糸魚川、直江津方向 |                          |

## 歷史
- 1912年10月15日：日本國有鐵道北陸本線泊～青海間延伸時開業。
- 1972年10月2日：貨物提取服務取消。
- 1985年3月14日：手提行李提取服務取消。
- 1987年4月1日：國鐵分割民營化，成為西日本旅客鐵道（JR西日本）車站。
- 2015年3月14日：北陸新幹線開業，改交由越後心動鐵道接管，並與愛之風富山鐵道以此站為分界站。
- 2021年7月4日：隨開設「觀光急行」，本站首度成為區間總站[11]。
- 2023年2月27日：站房及位於線路內的「煉瓦油燈小屋」，獲日本政府授予「建築物登錄有形文化財」[9][10]。

※JR繼承國鐵管理權後，本站仍維持有人駐守站，直至中央控制行車化(CTC)後才改為無人站。

## 使用人數
| 乗車人員推算 | 乗車人員推算 | 乗車人員推算 |
| 年度         | 1日平均人數  |              |
| ------------ | ------------ | ------------ |
| 2004         | 72           |              |
| 2005         | 65           |              |
| 2006         | 60           |              |
| 2007         | 56           |              |
| 2008         | 53           |              |
| 2009         | 49           |              |
| 2010         | 44           |              |
| 2011         | 41           |              |
| 2012         | 44           |              |
| 2013         | 39           |              |
| 2014         | 31           |              |
| 2015         | 56           |              |
| 2016         | 50           |              |
| 2017         | 57           |              |
| 2018         | 43           |              |
| 2019         | 40           |              |
| 2020         | 24           |              |
| 2021         | 30           |              |
|              | 42           |              |
| 2023         | 48           |              |

## 相鄰車站
越後心動鐵道、 愛之風富山鐵道
■日本海翡翠線、■愛之風富山鐵道線
■急行（本站始訖）
市振－魚川（1、2號）
市振－親不知（3、4號）
■普通、■愛之風富山鐵道線普通
越中宮崎（愛之風富山鐵道線）－市振－親不知（日本海翡翠線）

## 外部連結
- 越後心動鐵路 市振站 （页面存档备份，存于）